# Негастрн
Негастрн (словен. Negastrn) је насељено место у општини Моравче, Средњесловенска регија, Словенија.

## Историја
До територијалне реорганизације у Словенији био је у саставу старе општине Домжале.

## Становништво
У попису становништва из 2011. године, Негастрн је имао 87 становника.
| Број становника према пописима | Број становника према пописима | Број становника према пописима |
| ------------------------------ | ------------------------------ | ------------------------------ |
| 1991                           | 2002                           | 2011                           |
| 94                             | 90                             | 87                             |

Напомена: Године 2012. повећан за део насеља Виње при Моравчах.

## Галерија
- сеоске куће
- панорама